# Río Touch
El río Touch es un corto río del sur de Francia, un afluente directo del Garona por su margen izquierda que fluye por el departamento del Alto Garona (región de Occitania).

## Geografía
Tiene su origen en Lilhac, en la parte sur de las laderas de Gascuña, en las fronteras de Cominges y desemboca en el Garona al norte de Toulouse, en el límite con la ciudad de Blagnac. Todo el curso del Touch se encuentra en Alto Garona, con una longitud de 74,5 km.

### Cuenca
La cuenca tiene un área de 508 km² según el SANDRE o de 515 km² según el Banque Hydro, y está orientada al suroeste/noreste. Se encuentra entre las cuencas del río Save, ubicada al oeste, y la del Louge, al este. La cuenca abarca el territorio de 61 municipios, 29 de los cuales bordean el curso de agua.
El Touch atraviesa primero, en las tres cuartas partes de su curso río arriba, un paisaje muy rural: 
- hasta Lhilac y Fabas, es un paisaje arbolado y boscoso;
- luego, sus meandros atraviesan una llanura aluvial ocupada por cultivos de cereales y actividades ganaderas.

El barrio aguas abajo de este arroyo se adentra entonces en un paisaje urbano: desde Plaisance-du-Touch y hasta la confluencia con el Garona , el paisaje pierde claramente su carácter agrícola en favor de un espacio urbano más denso. o forma un flujo verde.

### Principales localidades atravesadas
En el departamento del Alto Garona, atraviesa veintinueve municipios incluidos los siguientes municipios: Bérat, Lherm, Saint-Clar-de-Rivière, Fonsorbes, Plaisance-du-Touch, Tournefeuille, Blagnac, Toulouse.

### Topónimo
El Touch dio su hidrónimo a la ciudad de Plaisance-du-Touch y al lugar llamado Saint-Michel-du-Touch en el distrito de Ancely de Toulouse.

### Organismo gestor
El Syndicat Intercommunal d'Aménagement Hydraulique de la Vallée du Touch y sus afluentes, ubicado en Rieumes (SIAH du Touch), lleva a cabo varias misiones:
- agua gestión de recursos , para el riego y el suministro de agua potable;
- desarrollo y mantenimiento del río Touch y sus afluentes.

## Afluentes
El Touch, al ser un río corto, tien pocos afluentes de importancia, destacando:
- Margen derecha :

- arroyo Manan Touch: 7,6 km
- arroyo de los Feuillants: 8,1 km
- el Ousseau: 26,2 km

- Margen izquierda:

- arroyo de la Saverette: 9,6 km
- arroyo de la Fontaine Sainte-Marie o Ruisseau de Rieu Ferré: 9,1 km
- el Bure o el Garenne: 12,9 km
- el Saudrune: 16,3 km
- la Galage o el Aiguebelle: 16,3 km
- el Aiguelongue: 6 km
- el Merdagnon: 7,1 km

## Hidrología

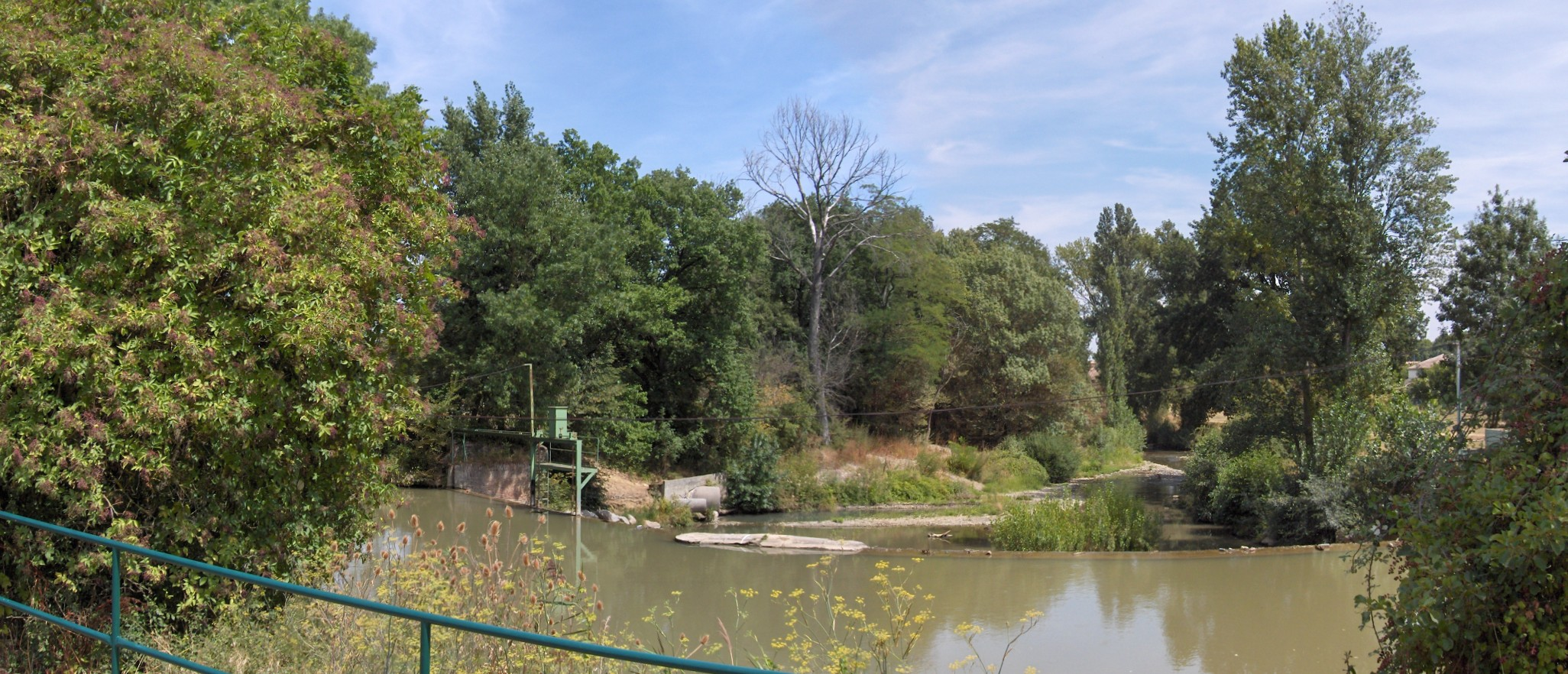
El Touch en Tournefeuille (Alto Garona, Francia).

Como todos los ríos, el cauce menor del Touch se ensancha en su encuentro con sus afluentes: es solo un pequeño arroyo aguas arriba del embalse de Fabas (de 5 a 7 metros de altura). de ancho), mientras que aguas abajo, desde la ciudad de Plaisance-du-Touch, es un río ancho (entre 20 y 30 metros de ancho).
Nota - Durante los períodos de aguas bajas, el curso del Touch se repone en su parte aguas arriba por los embalses de las colinas de Fabas y Savères; en su parte aguas abajo a través del canal Saint-Martory y el embalse de Bure. Esta reposición proporciona agua para riego y saneamiento y, ocasionalmente, para las necesidades de suministro de agua potable.
Por lo tanto, los flujos que se muestran aquí son en gran parte artificiales.
Como la mayoría de las otras vías fluviales de la meseta de Lannemezan, el Touch es un río escaso, pero muy irregular.

## Flora y fauna
Muchas especies de plantas y animales viven en el río o en humedales (bosques ribereños, prados, etc.):
- la Fritillaria meleagris, una rara planta protegida, inventariada por la Association Nature Midi-Pyrénées en los prados húmedos de Plaisance-du-Touch y Tournefeuille,
- y entre los animales que habitan en el río o en las riberas, se pueden citar: la trucha marrón, la rana ágil, la garza nocturna o el martín pescador.

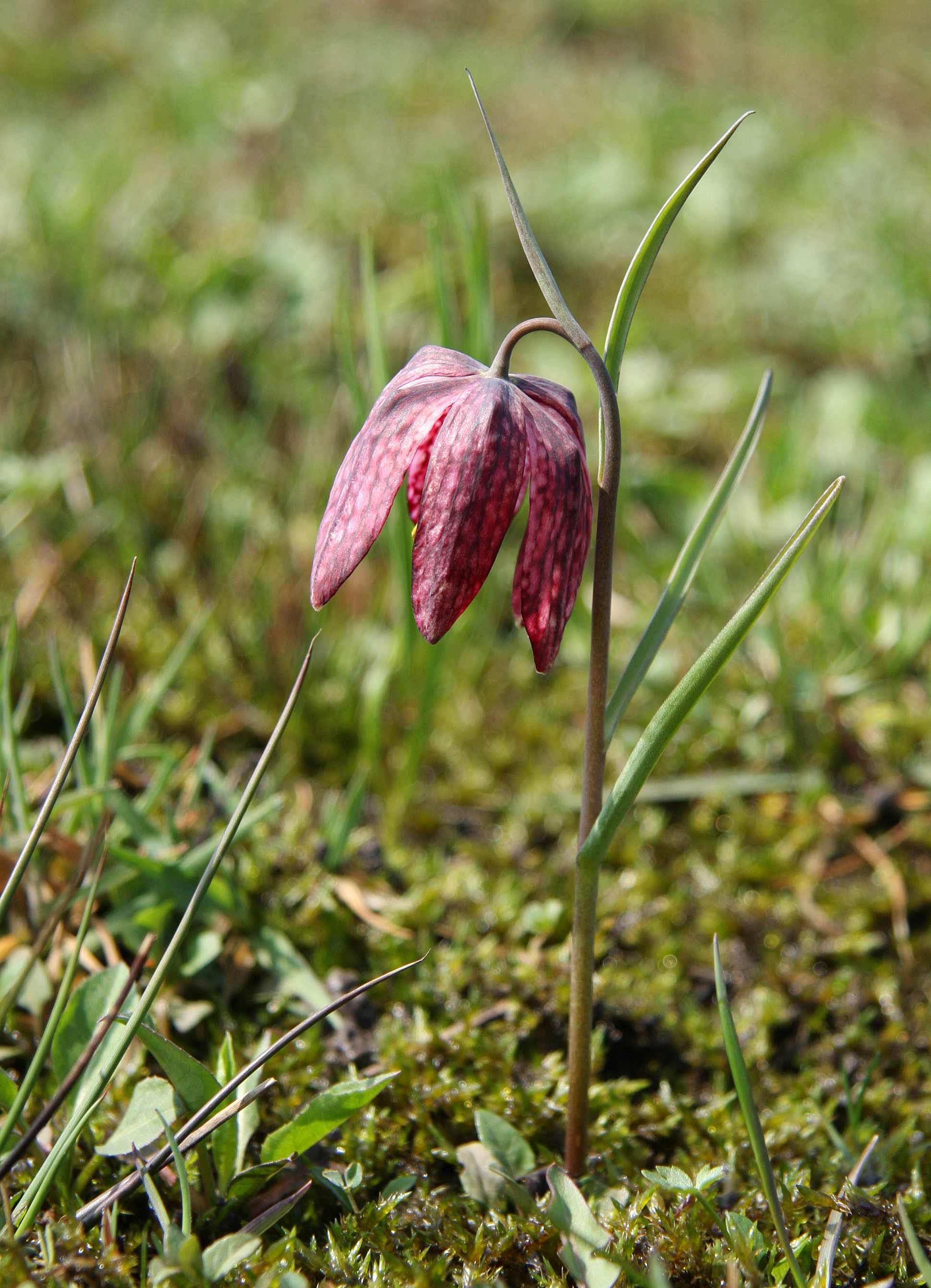
Fritillaria meleagris
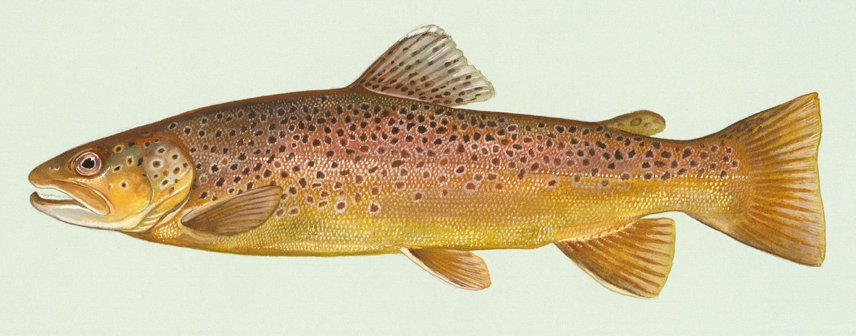
Trucha fario
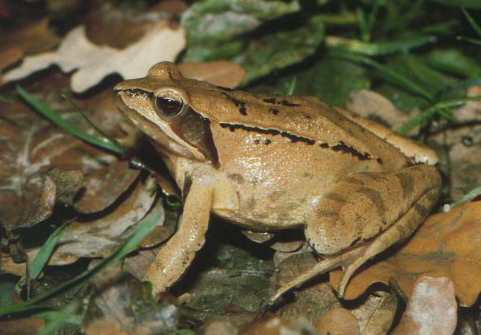
Rana ágil
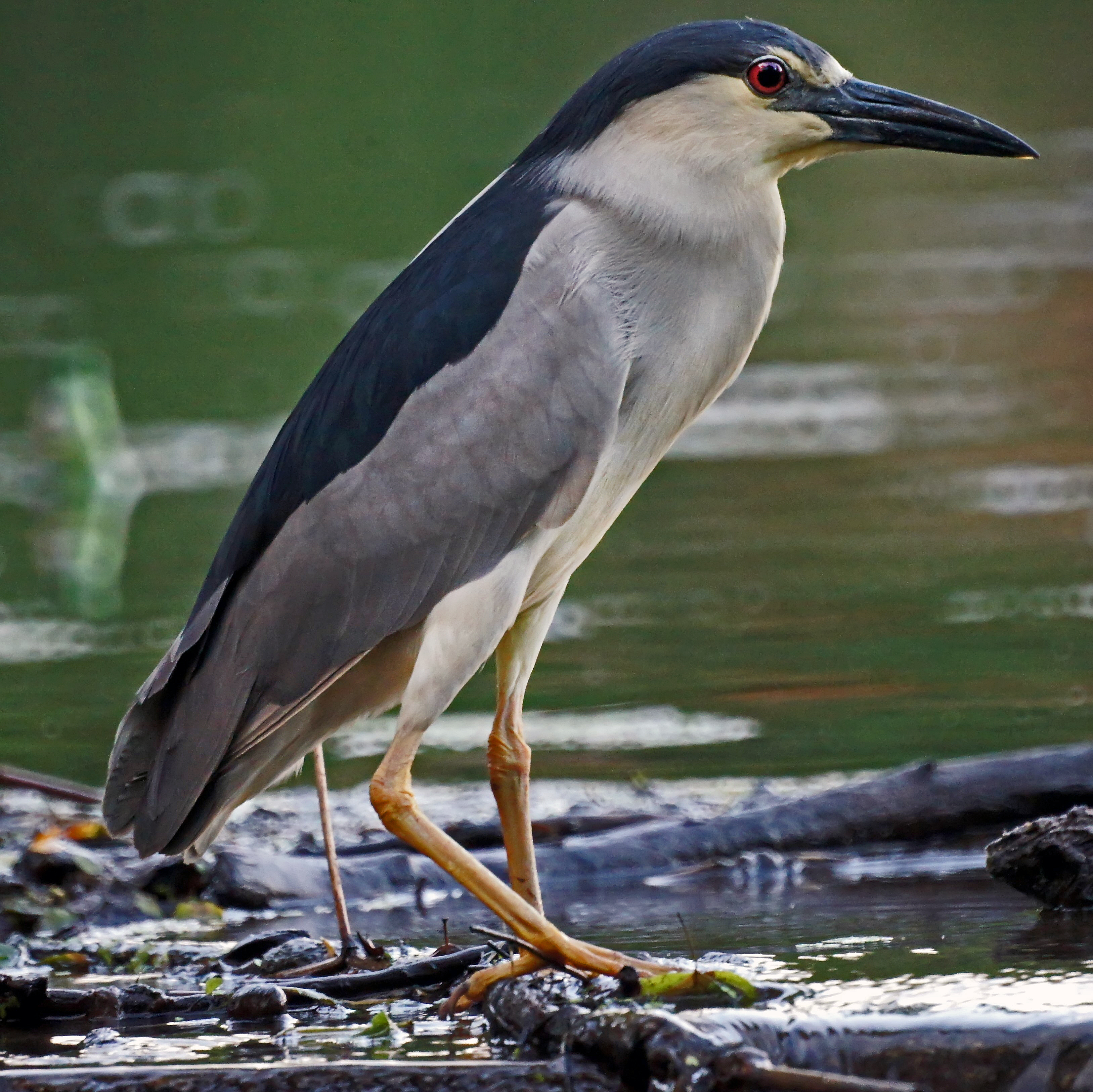
Martinete común
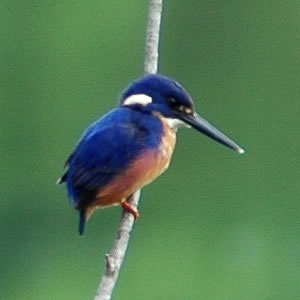
Martín pescador